# Liga Asobal 2020/21
Die Liga Asobal 2020/21 war die 31. Spielzeit der Liga ASOBAL, der höchsten Spielklasse im spanischen Männerhandball. Der Verband RFEBM war Ausrichter der Meisterschaft.

## Teams
Wegen des Abbruchs der Saison 2019/20 aufgrund der COVID-19-Pandemie gab es keinen Absteiger aus der ersten Liga. Daher spielten 18 Teams in der Saison 2020/21: FC Barcelona (Meister), Bidasoa Irun, BM Logroño La Rioja, Fraikin BM Granollers, Bada Huesca, Incarlopsa Cuenca, ABANCA Ademar León, Ángel Ximénez Puente Genil, Recoletas Atlético Valladolid, Helvetia Anaitasuna, BM Benidorm, Viveros Herol Balonmano Nava, Liberbank Cantabria Sinfín, Frigoríficos Morrazo, BM Guadaljara, Fertiberia Puerto Sagunto sowie die beiden Aufsteiger aus der División de Honor Plata Dicsa Modular Cisne Balonmano und Blasgon y Bodegas Ceres Villa de Aranda.
Der Erstplatzierte nach Abschluss der Spielzeit, der FC Barcelona, war spanischer Meister; das Team gewann alle Spiele. Die vier letztplatzierten Teams, BM Guadalajara, Fertiberia Puerto Sagunto, Dicsa Modular Cisne Balonmano und Blasgon y Bodegas Ceres Villa de Aranda, stiegen in die División de Honor Plata ab.

## Abschlusstabelle
| Pl.                                | Verein                                      | Sp. | S  | U | N  | Tore      | Diff. | Punkte  |
| ---------------------------------- | ------------------------------------------- | --- | -- | - | -- | --------- | ----- | ------- |
| 1.                                 | Barça (M)(P) (/Kader)                       | 34  | 34 | 0 | 0  | 1315:8180 | +497  | 068:00  |
| 2.                                 | Bidasoa Irun                                | 34  | 26 | 1 | 7  | 0987:8640 | +123  | 053:150 |
| 3.                                 | BM Logroño La Rioja                         | 34  | 23 | 1 | 10 | 0994:9150 | +79   | 047:210 |
| 4.                                 | Frankin BM Granollers                       | 34  | 23 | 1 | 10 | 1009:9620 | +47   | 047:210 |
| 5.                                 | Bada Huesca                                 | 34  | 23 | 1 | 10 | 0950:9150 | +35   | 047:210 |
| 6.                                 | Incarlopsa Cuenca                           | 34  | 20 | 3 | 11 | 0949:9270 | +22   | 043:250 |
| 7.                                 | ABANCA Ademar León                          | 34  | 19 | 1 | 14 | 0975:9240 | +51   | 039:290 |
| 8.                                 | Ángel Ximénez Puente Genil                  | 34  | 16 | 4 | 14 | 0935:9330 | +2    | 036:320 |
| 9.                                 | Recoletas Atlético Valladolid               | 34  | 16 | 3 | 15 | 1003:1006 | −3    | 035:330 |
| 10.                                | Helvetia Anaitasuna                         | 34  | 14 | 5 | 15 | 0933:9320 | +1    | 033:350 |
| 11.                                | BM Benidorm                                 | 34  | 13 | 5 | 16 | 0992:1000 | −8    | 031:370 |
| 12.                                | Viveros Herol Balonmano Nava                | 34  | 10 | 4 | 20 | 0935:9440 | −9    | 024:440 |
| 13.                                | Liberbank Cantabria Sinfín                  | 34  | 9  | 6 | 19 | 0886:1001 | −115  | 024:440 |
| 14.                                | Frigoríficos del Morrazo (/Kader)           | 34  | 8  | 6 | 20 | 0818:9380 | −120  | 022:460 |
| 15.                                | BM Guadalajara                              | 34  | 9  | 4 | 21 | 0907:9780 | −71   | 022:460 |
| 16.                                | Fertiberia Puerto Sagunto                   | 34  | 6  | 6 | 22 | 0917:1009 | −92   | 018:500 |
| 17.                                | Dicsa Modular Cisne Balonmano (N)           | 34  | 5  | 2 | 27 | 0828:1036 | −208  | 012:560 |
| 18.                                | Blasgon y Bodegas Ceres Villa de Aranda (N) | 34  | 4  | 3 | 27 | 0829:9610 | −132  | 011:570 |
| Quelle: RFEBM, Stand: 29. Mai 2021 |                                             |     |    |   |    |           |       |         |

Legende: